# 纳金街道
纳金乡（藏語：རྔ་ཆེན，威利转写：rnga-chen，藏语拼音：Ngaqên），是中华人民共和国西藏自治区拉萨市城关区下辖的一个乡镇级行政单位。

## 行政区划
纳金乡下辖以下地区：
纳如社区、加荣社区、嘎巴村、藏热村、塔玛村和纳金村。